# Pacific Tri-Nations 1985
Das Pacific Tri-Nations 1985 war die vierte Ausgabe des Rugby-Union-Turniers Pacific Tri-Nations. Dabei spielten die Nationalmannschaften von Fidschi, Westsamoa und Tonga um den Titel des Ozeanien-Meisters. Nach drei Spielen, in denen die drei Teilnehmer jeweils einmal gegen die beiden anderen Teams antraten, sicherte sich Fidschi zum dritten Mal den Titel.

## Tabelle
|    | Land      | Spiele | Siege | Unent. | Ndlg. | Spiel- punkte | Diff. | Tabellen- punkte |
| -- | --------- | ------ | ----- | ------ | ----- | ------------- | ----- | ---------------- |
| 1. | Fidschi   | 2      | 1     | 0      | 1     | 39:41         | − 2   | 2                |
| 2. | Tonga     | 2      | 1     | 0      | 1     | 27:32         | − 5   | 2                |
| 3. | Westsamoa | 2      | 1     | 0      | 1     | 28:21         | + 7   | 2                |

Anmerkung: Ausschlaggebend für die Platzierung war nicht die Punktedifferenz, sondern die Anzahl erzielter Versuche.

## Ergebnisse
| 1. Juni 1985 | Westsamoa                                                               | 17 : 18       | Fidschi                                                              | Apia Park, Apia Zuschauer: 8.000 Schiedsrichter: David Winter (Neuseeland) |
| 1. Juni 1985 | Versuche: Maligi Petelo Schuster Erhöhungen: Salesa Straftritte: Salesa | (7:9) Bericht | Versuche: Naulago Erhöhungen: Koroduadua Straftritte: Koroduadua (4) | Apia Park, Apia Zuschauer: 8.000 Schiedsrichter: David Winter (Neuseeland) |

| 5. Juni 1985 | Fidschi                                                              | 21 : 24        | Tonga                                                                           | Apia Park, Apia Zuschauer: 3.000 Schiedsrichter: David Winter (Neuseeland) |
| 5. Juni 1985 | Versuche: Rasolea Erhöhungen: Koroduadua Straftritte: Koroduadua (5) | (9:12) Bericht | Versuche: Langi Lavemai Maʻafu Erhöhungen: Liavaʻa (3) Straftritte: Liavaʻa (2) | Apia Park, Apia Zuschauer: 3.000 Schiedsrichter: David Winter (Neuseeland) |

| 8. Juni 1985 | Westsamoa | 11 : 3 | Tonga | Apia Park, Apia |
| 8. Juni 1985 | Bericht   |        |       | Apia Park, Apia |